# CCL18
CCL18, hemokin (C-C motiv) ligand 18, je mali citokin iz CC hemokin familije koja je ranije zvao PARC (pulmonarno i activacijom-regulisani hemokin). CCL18 je približno 60% identičan u aminokiselinskoj sekvenci sa CCL3. On je izražen u visokim nivoima u plućima i u niskim nivoima u pojedinim limfoidnim tkivima, kao što su limfni čvorovi. CCL18 je hemotaksan za aktivirane T ćelije i neaktivirane limfocite. Ljudski CCL18 gen sadrži tri eksona i lociran je na hromozomu 17.